# Thurloxton
Thurloxton är en ort och civil parish i Storbritannien.   Den ligger i grevskapet Somerset och riksdelen England, i den södra delen av landet, 210 km väster om huvudstaden London. Thurloxton ligger 90 meter över havet och antalet invånare är 153.
Terrängen runt Thurloxton är platt åt sydost, men åt nordväst är den kuperad. Runt Thurloxton är det ganska tätbefolkat, med 214 invånare per kvadratkilometer. Närmaste större samhälle är Taunton, 7,5 km sydväst om Thurloxton. Trakten runt Thurloxton består till största delen av jordbruksmark.